# Szaboiella hibernica
Szaboiella hibernica är en tvåvingeart som först beskrevs av Tonnoir 1940.  Szaboiella hibernica ingår i släktet Szaboiella och familjen fjärilsmyggor. Inga underarter finns listade i Catalogue of Life.